# Peanuts
Peanuts was een Amerikaanse gagstrip, geschreven en getekend door de Amerikaanse striptekenaar Charles M. Schulz. De strip verscheen van 2 oktober 1950 tot 13 februari 2000, een dag na Schulz' overlijden.
Peanuts is een van de populairste en invloedrijkste strips ooit. Op zijn hoogtepunt verscheen de strip in 2600 kranten ter wereld en waren er ruim geschat 355 miljoen mensen dagelijkse lezers. In Het Parool verscheen de strip onder de titel Klein grut. De strip wordt nog steeds veel herdrukt in kranten en afleveringen ervan worden gebundeld in stripalbums. In Amerika verschijnt sinds 2004 het verzameld werk.

## Geschiedenis
Peanuts vond zijn oorsprong in een eerdere strip van Schulz, Li'l Folks. Deze strip verscheen van 1947 tot 1950 in de St. Paul Pioneer Press. Hierin gebruikte Schulz voor het eerst de naam Charlie Brown en introduceerde hij reeds een hond die sterk leek op de latere Snoopy. Schulz stopte met deze strip nadat een poging de strip te verkopen aan de Newspaper Enterprise Association was mislukt.
Schulz benaderde hierop het United Features Syndicate met een paar voorbeelden van zijn beste werk uit Li'l Folks. Hier kreeg hij wel groen licht. Omdat hij met Li'l Folks was gestopt, begon hij een nieuwe strip.
Daarin wilde hij een vaste groep personages hebben in plaats van een willekeurig aantal. Omdat de naam Li'l Folks te veel leek op Al Capps Li'l Abner en een andere strip genaamd Little Folks, koos Schulz een andere: Peanuts. Hij vond die naam zelf echter niet zo geschikt.
Zo debuteerde Peanuts op 2 oktober 1950 in zeven kranten: The Washington Post, The Chicago Tribune, The Minneapolis Tribune, The Allentown Call-Chronicle, The Bethlehem Globe-Times, The Denver Post en The Seattle Times, zes dagen in de week; de eerste zondagstrip verscheen op 6 januari 1952. Algauw nam het succes toe en publiceerde meerdere kranten de reeks. Schulz werkte volledig alleen en had totale creatieve vrijheid. Hierdoor kon hij ook persoonlijker onderwerpen aansnijden. Zo parodieerde hij in 1958 de lancering van de eerste Spoetnik met aan boord de hond Laika door Snoopy de eerste mens te laten "lanceren" (hij gooit in de betreffende strip Linus de lucht in), en in 1963 voerde hij een jongetje op dat "5" heette, waarmee hij wilde aanduiden hoe mensen soms als een nummer worden behandeld. Later kwam ook de Vietnamoorlog aan bod. Peanuts schuwde ook geen cartoongeweld. Een bekend voorbeeld hiervan is het scenario waarin Charlie Brown een rugbybal probeert weg te schoppen, maar door toedoen van Lucy altijd mist en hard op zijn rug valt. Schulz behandelde zelfs een paar maal religieuze onderwerpen, zoals in de televisieaflevering A Charlie Brown Christmas uit 1965.
De populariteit van Peanuts was het hoogst tussen 1965 en 1980. In deze periode kende de stripreeks vele spin-offs in de vorm van televisieafleveringen en boeken. Hoewel andere strips tijdens de jaren 80 en 90 eveneens een enorm succes kenden, bleef Peanuts internationaal gezien immens geliefd. Schulz tekende de strip in totaal bijna vijftig jaar lang zonder enige assistentie.
Toen Schulz eind jaren 90 in het ziekenhuis werd opgenomen vanwege darmkanker, was hij gedwongen met pensioen te gaan. De laatste dagelijkse Peanuts-strip verscheen op 3 januari 2000. Er verschenen nadien nog enkele zondagstrips, waarvan hij er een aantal op voorhand had getekend. De laatste hiervan verscheen op 13 februari 2000, een dag na Schulz' overlijden. Schulz had in zijn testament laten vastleggen dat niemand de strip na zijn overlijden mocht voortzetten.

## Personages
De strip begon oorspronkelijk met slechts Charlie Brown en zijn hond Snoopy (een Beagle). Later kwam ook de pianospelende Schroeder erbij, evenals de dominante en vaak valse Lucy van Pelt en haar kleine broertje Linus, Charlies beste vriend. Aanvankelijk had de reeks geen hoofdpersonage, maar uiteindelijk kreeg Charlie Brown deze rol toebedeeld.
In de vijftig jaar dat de strip verscheen, waren er nooit volwassenen te zien en verouderden de kinderen slechts een tweetal jaar. Een geval apart zijn de personages Sally Brown en Rerun van Pelt. Bij hun introductie in de strip waren beiden nog een baby, maar in de loop der jaren verouderden ze langzaam tot ze uiteindelijk net iets jonger waren dan de overige personages, die niet ouder werden.

## Reacties
Peanuts wordt vaak gezien als een van de invloedrijkste en best geschreven stripseries van zijn tijd. Schulz kreeg de National Cartoonist Society Humor Comic Strip Award voor Peanuts in 1962, de Elzie Segar Award in 1980, de Reuben Award in 1955 en 1964, en de Milton Caniff Lifetime Achievement Award in 1999. A Charlie Brown Christmas won een Peabody Award en een Emmy Award. In totaal wonnen de Peanuts-tekenfilmafleveringen samen twee Peabody Awards en vier Emmy's.
Voor zijn werk kreeg Charles Schulz een ster op de Hollywood Walk of Fame en een plaats in de William Randolph Hearst Cartoon Hall of Fame. Peanuts stond op de omslag van Time op 9 april 1965, met een bijbehorend artikel waarin de strip werd geprezen als "the leader of a refreshing new breed that takes an unprecedented interest in the basics of life."
Peanuts werd tweede op de lijst van grootste stripseries van de 20e eeuw, samengesteld door The Comics Journal in 1999. Peanuts moest alleen George Herrimans Krazy Kat voor zich dulden. In 2002 verklaarde TV Guide Snoopy en Charlie Brown samen achtste op zijn lijst van 50 grootste strip- en tekenfilmpersonages ooit.
In veel andere strips zijn eerbetonen en referenties aan Peanuts opgenomen, vooral sinds de dood van Schulz. Veel hiervan zijn opgenomen in het Charles M. Schulz Museum. In mei 2000 verwerkten veel striptekenaars een referentie aan Peanuts in hun eigen strip. Op 30 oktober 2005 werd deze actie herhaald.

## Spin-offs
Het succes van de stripserie leidde tot meerdere spin-offs.

### Films
- A Boy Named Charlie Brown (1969)
- Snoopy, Come Home (1972)
- Race for Your Life, Charlie Brown (1977)
- Bon Voyage, Charlie Brown (and Don't Come Back!!) (1980)
- Snoopy and Charlie Brown: The Peanuts Movie (2015)

### Musicals
- You're a Good Man, Charlie Brown
- Snoopy!!! The Musical

### Televisie
- A Charlie Brown Christmas (1965), een Amerikaanse tekenfilmspecial
- The Charlie Brown and Snoopy Show (1983-1986), een Amerikaanse animatieserie die ook in Nederland werd uitgezonden.
- This is America, Charlie Brown (1988-1989), mini-animatieserie

De Amerikaanse zender CBS zond vanaf 1965 in de loop der decennia tientallen televisieafleveringen van Peanuts uit.

### Computerspellen
- Snoopy
- Snoopy's Silly Sports Spectacular
- Snoopy vs. the Red Baron

## Trivia
- In de Apollo 10-ruimtevaartmissie werden de namen van Peanuts-personages gebruikt. De maanlander (lunar module) heette Snoopy en de rond de maan cirkelende command module werd Charlie Brown genoemd.